# You Stupid Man
You Stupid Man (Pobre Homem! (título em Portugal) ) é um filme norte-americano, do gênero romance, dirigido por Brian Burns. Foi estreado no Festival International de Cinema de Hamptons no dia 18 de outubro de 2002.